# Kostandovo
Kostandovo (búlgaro:Костандово) é uma cidade da Bulgária, localizada no distrito de Pazardzhik. A sua população era de 4,341 habitantes segundo o censo de 2010.

## População
| Kostandovo | Kostandovo | Kostandovo | Kostandovo | Kostandovo | Kostandovo | Kostandovo | Kostandovo | Kostandovo | Kostandovo | Kostandovo | Kostandovo | Kostandovo | Kostandovo | Kostandovo | Kostandovo | Kostandovo | Kostandovo | Kostandovo | Kostandovo |
| --- | ---------- | ---------- | ---------- | ---------- | ---------- | ---------- | ---------- | ---------- | ---------- | ---------- | ---------- | ---------- | ---------- | ---------- | ---------- | ---------- | ---------- | ---------- | ---------- |
| Ano | 1887       | 1910       | 1934       | 1946       | 1956       | 1965       | 1975       | 1985       | 1992       | 2001       | 2002       | 2003       | 2004       | 2005       | 2006       | 2007       | 2008       | 2009       | 2010       |
| População |            |            |            | …          | …          | …          | …          | …          | 4,220      | 4,351      | 4,355      | 4,387      | 4,399      | 4,366      | 4,356      | 4,353      | 4,375      | 4,376      | 4,341      |
| Fontes: Instituto Nacional de Estatísticas, „citypopulation.de“, „pop-stat.mashke.org“, Bulgarian Academy of Sciences |            |            |            |            |            |            |            |            |            |            |            |            |            |            |            |            |            |            |            |